# MHC Alliance
Mixed Hockeyclub Alliance is een hockeyclub uit Heemstede. De vereniging werd op 27 september 1927 opgericht na een oproep van een leerling van het Triniteitslyceum in Haarlem. In het seizoen 2008 zijn er twee professionele coaches overgekomen vanuit Zuid-Afrika om de club een duw in de rug te geven.